# Cháby
Cháby (229 m n. m.) je vrch v okrese Pardubice Pardubického kraje. Leží asi 1 km jihozápadně od obce Hrobice na jejím katastrálním území.

## Geomorfologické zařazení
Geomorfologicky vrch náleží do celku Východolabská tabule, podcelku Pardubická kotlina a okrsku Smiřická rovina.
Podle podrobnějšího členění Balatky a Kalvody, které okrsek Smiřická rovina nezná, náleží vrch do okrsku Královéhradecká kotlina a podokrsku Opatovická kotlina.